# Ernst Meyer
Ernst Meyer, né le 30 octobre 1951 à Bütgenbach est un homme politique belge germanophone, membre de VIVANT.
Il est docteur en médecine (KUL). Médecin généraliste et homéopathe.

## Fonctions politiques
- 2004-2009 : membre du parlement germanophone.